# Berrioplano
Berrioplano település Spanyolországban, Navarra autonóm közösségben. Berrioplano Pamplona, Iza, Juslapeña, Berriozar, Ezcabarte és Orcoyen községekkel határos. Lakosainak száma 7631 fő (2024).

## Népesség
A település népessége az elmúlt években az alábbi módon változott:
| Lakosok száma | 1278 | 1641 | 2906 | 4344 | 5971 | 6444 | 6872 | 7256 | 7453 | 7631 |
|               | 2001 | 2004 | 2007 | 2009 | 2012 | 2014 | 2017 | 2019 | 2022 | 2024 |